# Xã Mason City, Quận Mason, Illinois
Xã Mason City (tiếng Anh: Mason City Township) là một xã thuộc quận Mason, tiểu bang Illinois, Hoa Kỳ. Năm 2010, dân số của xã này là 2.633 người.